# Cantón de Clary
El cantón de Clary era una división administrativa francesa, situada en el departamento de Norte y la región de Norte-Paso de Calais.

## Composición
El cantón estaba formado por quince comunas:
- Bertry
- Busigny
- Caudry
- Caullery
- Clary
- Dehéries
- Élincourt
- Esnes
- Haucourt-en-Cambrésis
- Ligny-en-Cambrésis
- Malincourt
- Maretz
- Montigny-en-Cambrésis
- Villers-Outréaux
- Walincourt-Selvigny

## Supresión del cantón de Clary
En aplicación del Decreto n.º 2014-167 de 17 de febrero de 2014, el cantón de Clary fue suprimido el 22 de marzo de 2015 y sus 15 comunas pasaron a formar parte, catorce del nuevo cantón de Le Cateau-Cambrésis y una del nuevo cantón de Caudry.